# George Gross
George Gross (23. ledna 1923, Bratislava – 21. března 2008, Etobicoke, Kanada) byl kanadský sportovní novinář slovenského původu.
S činností novináře začal v roce 1942 v deníku Slovák, po druhé světové válce se stal redaktorem časopisu Čas. Od roku 1949 působil v Kanadě jako novinář deníku Toronto Telegram (1955-71) a dále pracoval pro noviny Toronto Sun (od roku 1971). Byl místopředsedou Mezinárodní asociace sportovních novinářů. Roku 1980 byl uveden do Síně slávy IIHF, roku 1985 do Síně slávy NHL v Torontu a od roku 2002 je součástí Síně slávy slovenského hokeje.